# Copas nacionales del fútbol costarricense
En Costa Rica, además del campeonato de fútbol de Primera División, se han organizado varios torneos de Copa, Campeón de Campeones, Supercopa y Recopa, estos campeonatos se han realizado de manera discontinua y bajo diferentes nombres y formatos desde el año 1924, todas las copas son oficiales ya que en su momento tuvieron el aval y amparo de la Federación Costarricense de Fútbol y actualmente organizadas por la Unafut.
Desde que se juegan estos certámenes no se han realizado todos los años, aunque en algunas ocasiones hubo varios torneos en un mismo año. También la forma de disputarse ha variado en sus distintas ediciones (eliminación directa, fase de grupos, hexagonal, pentagonal, cuadrangular o torneos a un único partido); así como los equipos que participan ya que en unas ediciones fue disputado por conjuntos de varias divisiones (primera, segunda y tercera) y en otras ocasiones solo disputado por equipos de la primera división.

## Campeones por año
| Año     | Nombre                         | Campeón                    | Subcampeón                 | Final     | Goleador (es) | Goles |
| ------- | ------------------------------ | -------------------------- | -------------------------- | --------- | --- | ----- |
| 1924    | Copa Diario de Costa Rica      | Club Sport Herediano       | Club Sport La Libertad     | 3-0       | Francisco Gutiérrez (Herediano) | 2     |
| 1925    | Copa Benguria                  | Club Sport La Libertad     | Club Sport Herediano       | 2-0       | Rafael Madrigal (La Libertad) | 4     |
| 1926    | Copa Camel                     | Liga Deportiva Alajuelense | Club Sport La Libertad     | 2-1       | Alejandro Morera (Alajuelense) Miguel Barrientos (Independiente de Tibás)                                                             | 4     |
| 1928    | Copa Argentor                  | Liga Deportiva Alajuelense | Orión                      | 1-1, 3-1  | Alejandro Morera (Alajuelense) | 5     |
| 1929    | Copa Federación                | Club Sport La Libertad     | Club Sport Herediano       | 3-2       | Francisco Fuentes (Herediano) | 5     |
| 1933    | Copa Cafiaspirina              | Club Sport La Libertad     | Alajuela Junior            | 3-0       | Salvador Tabash (La Libertad) Mariano Rodríguez (Alajuela Junior)                                                                     | 6     |
| 1934    | Copa Gambrinus                 | Club Sport La Libertad     | Orión                      | 3-0       | Evelio Martínez (Alajuela Junior) | 5     |
| 1934    | Copa Olímpica                  | Club Sport La Libertad     | Gimnástica Española        | 4-1, 7-0  | Jorge Quesada (La Libertad) | 7     |
| 1935    | Copa Estadio Nacional          | Club Sport Herediano       | Orión                      | 4-3       | Carlos Rodríguez (Herediano) | 3     |
| 1935    | Copa White Horse               | Club Sport La Libertad     | Club Sport Herediano       | 3-2       | Sin datos | -     |
| 1937    | Copa Cocomalt                  | Club Sport La Libertad     | Club Sport Herediano       | 6-1, 3-1  | Sin datos | -     |
| 1937    | Copa Guatemala                 | Liga Deportiva Alajuelense | Club Sport Herediano       | 5-1       | Alejandro Morera (Alajuelense) | 6     |
| 1938    | Copa Esso                      | Orión                      | Liga Deportiva Alajuelense | 4-2       | Guido Matamoros (Orión) | 4     |
| 1939    | Copa Chevrolet                 | Club Sport Herediano       | Los Ángeles                | 4-0, 3-2  | Sin datos | -     |
| 1941    | Copa Borsalino                 | Liga Deportiva Alajuelense | Club Sport La Libertad     | 2-0       | Sin datos | -     |
| 1944    | Copa Gran Bretaña              | Liga Deportiva Alajuelense | Gimnástica Española        | 4-3       | Edwin Cubero (La Libertad) | 8     |
| 1945    | Copa Gran Bretaña              | Club Sport Herediano       | Club Sport La Libertad     | 3-2       | Fernando Solano (Universidad) | 7     |
| 1945    | Copa Guatemala                 | Club Sport Herediano       | Gimnástica Española        | 4-3       | Luciano Campos (Herediano) Aníbal Varela (Herediano) Édgar Murillo (Herediano) Campos (Gimnástica Española)                           | 3     |
| 1947    | Copa Gran Bretaña              | Club Sport Herediano       | Liga Deportiva Alajuelense | 2-1       | Sin datos | -     |
| 1948    | Copa Gran Bretaña              | Liga Deportiva Alajuelense | Club Sport La Libertad     | 5-2       | Sin datos | -     |
| 1949    | Copa Gran Bretaña              | Liga Deportiva Alajuelense | Gimnástica Española        | 3-1       | José Retana (Alajuelense) | 4     |
| 1950    | Copa Gran Bretaña              | Deportivo Saprissa         | Club Sport Herediano       | 3-1       | Sin datos | -     |
| 1954    | Copa Costa Rica                | Club Sport Herediano       | Deportivo Saprissa         |           | Mardoqueo González (La Libertad) Danilo Montero (Herediano)                                                                           | 7     |
| 1955    | Copa Reina del Canadá          | Club Sport Herediano       | Club Sport La Libertad     |           | Mardoqueo González (La Libertad) | 6     |
| 1955    | Copa Phillips                  | Universidad de Costa Rica  | Orión                      | 3-2       | Arsenio Chavarría (Universidad) Miguel Espeleta (Universidad)                                                                         | 6     |
| 1956    | Copa Hexagonal Interprovincial | Club Sport Herediano       | Club Sport La Libertad     |           | Juan Ulloa (Alajuelense) Eladio Esquivel (Herediano) Guido Peña (Orión) Miguel Zeledón (Orión)                                        | 3     |
| 1959    | Copa Costa Rica                | Club Sport Herediano       | Club Sport Cartaginés      | 2-1       | Óscar Bejarano (Herediano) William Carpio (Herediano) Alberto Armijo (Cartaginés)                                                     | 3     |
| 1960    | Copa Presidente                | Deportivo Saprissa         | Club Sport Herediano       | 1-0       | Guillermo Valenciano (Barrio México)                                                                                                  | 9     |
| 1961    | Copa ASOFUTBOL                 | Club Sport Herediano       | Deportivo Saprissa         |           | Óscar Bejarano (Herediano) | 9     |
| 1963    | Copa Gastón Michaud            | Club Sport Cartaginés      | Deportivo Saprissa         |           | René Rodríguez (Alajuelense) Rigoberto Rojas (Saprissa)                                                                               | 3     |
| 1963    | Copa Presidente                | Deportivo Saprissa         | Uruguay de Coronado        | 0-0 (9-8) | Guillermo Valenciano (Uruguay de Coronado)                                                                                            | 4     |
| 1963    | Copa Campeón de Campeones      | Deportivo Saprissa         | Uruguay de Coronado        | 1-1 (5-4) | Guillermo Elizondo (Uruguay de Coronado) Edgar Marín (Saprissa)                                                                       | 1     |
| 1965    | Copa Totogol                   | Turrialba                  | Club Sport Herediano       | 2-1       | Rigoberto Rojas (Cartaginés) | 6     |
| 1967    | Copa Costa Rica                | Barrio México              | Deportivo Saprissa         | 2-1       | Roy Sáenz (Barrio México) | 9     |
| 1967    | Copa Campeón de Campeones      | Liga Deportiva Alajuelense | Barrio México              | 1-0       | Víctor Calvo (Alajuelense) | 1     |
| 1970    | Copa Costa Rica                | Deportivo Saprissa         | Rohrmoser                  |           | José Arguedas (Paraíso) | 7     |
| 1972    | Copa de Verano                 | Barrio México              | Paraíso                    |           | Briceño (La Libertad) | 9     |
| 1972    | Copa Juan Santamaría           | Deportivo Saprissa         | Club Sport Herediano       | 4-3       | Carlos Solano (Saprissa) | 7     |
| 1974    | Copa Metropolitana             | Liga Deportiva Alajuelense | Barrio México              |           | Alfredo Piedra (Alajuelense) | 6     |
| 1975    | Copa Juan Santamaría           | Turrialba                  | Municipal Puntarenas       | 2-1, 1-2  | Luis Aguilar (Turrialba) | 8     |
| 1976    | Copa Campeón de Campeones      | Deportivo Saprissa         | Limón                      | 2-0       | Carlos Solano (Saprissa) | 2     |
| 1977    | Copa Juan Santamaría           | Liga Deportiva Alajuelense | Guanacasteca               | 1-2, 3-1  | Jorge Ulate (Herediano) | 7     |
| 1979    | Copa Campeón de Campeones      | Club Sport Cartaginés      | Club Sport Herediano       |           | Óscar Solano (Cartaginés) | 3     |
| 1984    | Copa Asamblea Legislativa      | Club Sport Cartaginés      | Limón                      | 1-0       | Geovanny Alfaro (Cartaginés) | 4     |
| 1996    | Copa Federación                | Belén                      | Club Sport Cartaginés      | 1-0       | Aurelio Ferreira (Cartaginés) Eugenio Carrillo (Cariari)                                                                              | 3     |
| 2012    | Supercopa                      | Liga Deportiva Alajuelense | Club Sport Herediano       | 2-0       | Elías Palma (Alajuelense) Kevin Sancho (Alajuelense)                                                                                  | 1     |
| 2013    | Copa Banco Nacional            | Deportivo Saprissa         | Carmelita                  | 0-0 (4-2) | Diego Estrada (Saprissa) | 5     |
| 2014    | Copa Popular                   | Club Sport Cartaginés      | Deportivo Saprissa         | 3-2       | Ariel Rodríguez (Saprissa) | 5     |
| 2015    | Copa Banco Popular             | Club Sport Cartaginés      | Club Sport Herediano       | 1-1 (3-1) | Randall Brenes (Cartaginés) Jonathan Hansen (Herediano)                                                                               | 5     |
| 2020    | Supercopa Liga Promerica       | Club Sport Herediano       | Deportivo Saprissa         | 2-0       | Jonathan McDonald (Herediano) | 2     |
| 2021    | Supercopa Liga Promerica       | Deportivo Saprissa         | Liga Deportiva Alajuelense | 4-1       | Daniel Colindres (Saprissa) | 2     |
| 2022    | Supercopa Liga Promerica       | Club Sport Herediano       | Club Sport Cartaginés      | 2-0       | Diego González (Herediano) Anthony Contreras (Herediano)                                                                              | 1     |
| 2022    | Copa Suerox                    | Club Sport Cartaginés      | Club Sport Herediano       | 1-2, 2-0  | Javon East (Saprissa) | 5     |
| 2023    | Supercopa Liga Promerica       | Deportivo Saprissa         | Club Sport Herediano       | 1-0       | Ariel Rodríguez (Saprissa) | 1     |
| 2023    | Recopa                         | Deportivo Saprissa         | Club Sport Cartaginés      | 0-0 (3-2) | |       |
| 2023    | Copa DoradoBet                 | Liga Deportiva Alajuelense | Deportivo Saprissa         | 2-0       | Javon East (Saprissa) Byron Gutiérrez (Jicaral) Keyder Bernard (Puntarenas F. C.) César Yanis (San Carlos) Gabriel Leiva (San Carlos) | 2     |
| 2024    | Supercopa                      | Club Sport Herediano       | Deportivo Saprissa         | 1-1 (5-4) | Javon East (Saprissa) Andy Rojas (Herediano)                                                                                          | 1     |
| 2024    | Recopa                         | Liga Deportiva Alajuelense | Deportivo Saprissa         | 3-1       | Alberto Toril (Alajuelense) | 2     |
| 2024-25 | Copa 2024-25                   | Liga Deportiva Alajuelense | Puntarenas Fútbol Club     | 1-0       | Michael Barrantes (Puntarenas F. C.)                                                                                                  | 3     |
| 2025    | Recopa                         | Liga Deportiva Alajuelense | Club Sport Herediano       | 1-0       | Alexis Gamboa (Alajuelense) | 1     |

Fuente: Página oficial de Unafut

## Títulos por club
| Club                         | Campeón | Subcampeón | Años Campeón                                                                              |
| ---------------------------- | ------- | ---------- | ----------------------------------------------------------------------------------------- |
| Liga Deportiva Alajuelense   | 15      | 3          | 1926, 1928, 1937, 1941, 1944, 1948, 1949, 1967, 1974, 1977, 2012, 2023, 2024, 2025, 2025* |
| Club Sport Herediano         | 14      | 15         | 1924, 1935, 1939, 1945, 1945*, 1947, 1954, 1955, 1956*, 1959, 1961*, 2020, 2022, 2024     |
| Deportivo Saprissa           | 11      | 9          | 1950, 1960, 1963, 1963*, 1970, 1972, 1976, 2013, 2021, 2023, 2023*                        |
| Club Sport La Libertad       | 7       | 7          | 1925, 1929, 1933, 1934, 1934*, 1935, 1937                                                 |
| Club Sport Cartaginés        | 6       | 4          | 1963, 1979, 1984, 2014, 2015, 2022                                                        |
| AD Barrio México †           | 2       | 2          | 1967, 1972                                                                                |
| AD Municipal Turrialba       | 2       |            | 1965, 1975                                                                                |
| Orión FC                     | 1       | 4          | 1938                                                                                      |
| CF Universidad de Costa Rica | 1       |            | 1955                                                                                      |
| Belén FC †                   | 1       |            | 1996                                                                                      |
| Gimnástica Española †        |         | 4          |                                                                                           |
| CS Uruguay de Coronado       |         | 2          |                                                                                           |
| Limón FC †                   |         | 2          |                                                                                           |
| CD Alajuela Junior †         |         | 1          |                                                                                           |
| Los Ángeles †                |         | 1          |                                                                                           |
| Rohrmoser FC †               |         | 1          |                                                                                           |
| Paraíso †                    |         | 1          |                                                                                           |
| AD Municipal Puntarenas †    |         | 1          |                                                                                           |
| AD Guanacasteca              |         | 1          |                                                                                           |
| AD Carmelita                 |         | 1          |                                                                                           |
| Puntarenas FC                |         | 1          |                                                                                           |

- † Equipo desaparecido.